# Conocephalum
Conocephalum is een geslacht van levermossen. Dit geslacht is het enige uit de familie Conocephalaceae.

## Naam
De botanische naam Conocephalum komt van het Griekse konos (“kegel”) en kephale (“hoofd”) en verwijst naar de kegelvormige hoofden van de vrouwelijke gametangia.

## Kenmerken
De thallus is middelgroot tot groot, kan tot 2 cm breed en 15 cm lang worden en is meerdere keren gevorkt. Het heeft een helder veld aan de bovenzijde, waarbij elk veld een ademhalingsopening heeft, zichtbaar als een witte stip, die in een kegelvorm boven de thallus is verheven. Elke ademhalingsopening bestaat uit vijf of zes concentrische ringen, elk met zes tot acht smalle cellen.
De soorten zijn tweehuizig. De schijfvormige antheridiën zijn enigszins verzonken op het oppervlak van de thallus. De archegoniën zijn conische koppen (naam) die met een lange steel omhoog staan. Sporenkapsels bevinden zich aan de onderkant van deze koppen. Sporen zijn meercellig en 70 tot 100 micrometer groot.

## Soorten
De drie soorten komen uitsluitend voor op het noordelijk halfrond, vooral in gematigde streken:
- Conocephalum conicum (Kegelmos)
- Conocephalum japonicum, alleen te vinden in Oost-Azië
- Conocephalum salebrosum

In Europa komen kegelmos  en Conocephalum salebrosum voor.